# Comme à la maison (association)
Pour les articles homonymes, voir CALM.
 (février 2025).
Motif : Notoriété encyclopédique ? Historique ou sources notables ?
- Archive Wikiwix
- Bing
- Cairn
- DuckDuckGo
- E. Universalis
- Gallica
- Google
- G. Books
- G. News
- G. Scholar
- Persée
- Qwant
- (zh) Baidu
- (ru) Yandex
- (wd) trouver des œuvres sur Wikidata

| 1. | Préciser le motif de la pose du bandeau. | Précisez le motif de la pose du bandeau en utilisant la syntaxe suivante : {{admissibilité à vérifier\|date=mai 2025\|motif=remplacez ce texte par le motif}}                                        |
| 2. | Informer les utilisateurs concernés.     | Pensez à avertir le créateur de l'article, par exemple, en insérant le code ci-dessous sur sa page de discussion : {{subst:avertissement admissibilité à vérifier\|Comme à la maison (association)}} |

Pour les articles homonymes, voir Comme à la maison.
Comme à la maison (CALM) est une association de soutien à la maison de naissance des Bluets, à Paris. Elle a été fondée par des sages-femmes, en partenariat avec la maternité des Bluets situé au 6 rue Lasson dans le 12e arrondissement de Paris (anciennement, la maternité des Métallos). Elle promeut l'accompagnement global lors de la grossesse,de l'accouchement et du post-partum.

## Historique
En 1999 se crée un groupe national de travail sur les maisons de naissance, sur une initiative de Bernard Kouchner, alors ministre de la Santé.
L'année suivante démarre le projet de maison de naissance des Bluets à l'initiative d'un groupe de sages-femmes et soutenu par la direction de la maternité des Bluets. Ce projet donnera naissance en 2006 à l'association CALM (Comme À La Maison) - association pour la maison de naissance des Bluets.
En 2008, le CALM emménage au 6  rue  Lasson, Paris 12e sur le site du nouveau pôle de périnatalité de l’Est parisien (Bluets-Trousseau). L'activité libérale des sages-femmes peut alors commencer. La première naissance aura lieu en septembre de cette même année.
À la suite de la promulgation de la loi sur les maisons de naissance le 6 décembre 2013 et la parution du décret d’application en juillet  2015, le CALM dépose un dossier pour être une maison de naissance expérimentale. Ce statut est officialisé au premier semestre 2016.